# Домузли
Домузли — селище в Україні, у Мелітопольському районі Запорізької області. Входить до складу Нововасилівської селищної громади. Населення становить 268 осіб. Орган місцевого самоврядування — Нововасилівська селищна рада.
Перебуває у тимчасовій окупації в ході Російського вторгнення на територію України з 2 березня 2022 року.

## Географія
Селище Домузли знаходиться на відстані 4,5 км від селища Нововасилівка.

## Назва
2016 року з Жовтневе перейменоване на Домузли.
Селище внесено до переліку населених пунктів, які потрібно перейменувати згідно із законом «Про засудження комуністичного та націонал-соціалістичного (нацистського) тоталітарних режимів в Україні та заборону пропаганди їхньої символіки».

## Історія
- 1920 — дата заснування.